# دنیاگیری کووید-۱۹ در ایرلند شمالی
دنیاگیری کووید-۱۹ در ایرلند شمالی بخشی از دنیاگیری بیماری کروناویروس ۲۰۱۹ در جهان است. اولین مورد تأیید شده در ایرلند شمالی در ۲۷ فوریه ۲۰۲۰ در شهر بلفاست اعلام شد.